# 610 a.C.

## Eventos
- 30 de setembro - Eclipse solar na região do Rio Hális; segundo William Smith, este foi o eclipse que interrompeu a Batalha de Hális.[1]
- O faraó Neco avança contra os assírios;[Nota 1] Josias, rei de Judá, entra na guerra e é morto por Neco em Megido.[2]
- Os judeus, com medo de uma invasão egípcia, escolhem como rei um filho mais novo de Josias, Salum, cujo nome passou a ser Joacaz.[2]
- Após três meses de reinado, Joacaz é deposto por Neco, que coloca seu irmão Joaquim como rei e leva Joacaz como prisioneiro para Egito, além de impor um tributo a Judá.[2]
- Durante a Festa dos Tabernáculos, Jeremias exorta o povo ao arrependimento; Jeremias é preso e quase é condenado à morte, mas é absolvido.[2]

## Nascimentos
- Anaximandro de Mileto (c. 610 a.C. - c. 546 a.C.), filósofo pré-socrático.

## Mortes
- Josias, rei de Judá.[2]